# Исаков, Филипп Анисимович
Филипп Анисимович Исаков (11 октября 1905 года, дер. Коркино, Верхоленский уезд, Иркутская губерния — 25 июля 1975 года, Минск) — советский военный деятель, генерал-майор (1954 год).

## Начальная биография
Филипп Анисимович Исаков родился 11 октября 1905 года в деревне Коркино ныне Жигаловского района Иркутской области.

## Военная служба

### Довоенное время
В октябре 1928 года призван в ряды РККА и направлен на учёбу в школу младших командиров в составе 1-й отдельной бригады конвойных войск Приволжского военного округа, после окончания которой в октябре 1929 года назначен на должность командира отделения в 14-й отдельной конвойной роте (Сибирский военный округ), дислоцированной в Томске, а в феврале 1931 года — на аналогичную должность в составе 6-го отдельного конвойного батальона в Новосибирске. В августе того же года Исаков направлен на учёбу на Иркутские курсы по подготовке командиров пехоты ОКДВА, после окончания которых в мае 1932 года направлен в 282-й стрелковый полк (Забайкальская группа войск ОКДВА), дислоцированный в Канске, где служил на должностях командира взвода, помощника командира и командира роты, начальника штаба и командира батальона, помощника командира роты по материальному обеспечению.
В июле 1938 года назначен на должность командира 177-го стрелкового полка (59-я стрелковая дивизия), который вскоре был переименован в 246-й стрелковый.
В 1940 году окончил курсы подготовки комсостава «Выстрел».

### Великая Отечественная война
С началом войны находился на прежней должности в составе Дальневосточного фронта.
12 июня 1942 года назначен на должность командира 246-й курсантской стрелковой бригады, в сентябре того же года — на должность командира 154-го запасного стрелкового полка (1-я Краснознамённая армия), в апреле 1943 года — на должность командира 12-й отдельной стрелковой бригады (25-я армия), а в ноябре 1944 года — на должность командира 393-й стрелковой дивизии, которая формировалась на ст. Раздольная (Приморский край).
Во время советско-японской войны дивизия под командованием Ф. А. Исакова принимала участие в боевых действиях в Харбино-Гиринской наступательной операции, в ходе которой после прорыва Хуньчуньского укреплённого района наступал по корейскому побережью и взял города Унги, Наджин, Чхонджин.

### Послевоенная карьера
После окончания войны находился на прежней должности.
В марте 1946 года направлен на учёбу в Высшую военную академию имени К. Е. Ворошилова, после окончания которой в марте 1948 года назначен на должность начальника штаба 31-го стрелкового корпуса (Беломорский военный округ).
В сентябре 1951 года полковник Ф. А. Исаков направлен в распоряжение Министерства национальной обороны ПНР с оставлением в кадрах Советской армии, назначен на должность начальника штаба военного округа, а в декабре 1952 года — на должность заместителя командующего по строевой части Краковского военного округа.
В январе 1954 года вернулся в СССР и назначен на должность командира 55-й гвардейской стрелковой дивизии (Белорусский военный округ), в апреле 1955 года — на должность начальника военной кафедры Семипалатинского зоотехнического института.
Генерал-майор Филипп Анисимович Исаков в ноябре 1961 года вышел в запас. Умер 25 июля 1975 года в Минске. Похоронен на Северном кладбище.

## Награды
- Орден Ленина (03.11.1953);
- Орден Красного Знамени (20.06.1949);
- Орден Кутузова 2 степени (26.08.1945);
- Орден Красной Звезды (03.11.1944);
- Медали.
- Орден Государственного флага 3 степени (КНДР)